# Витт, Владимир Оскарович
Владимир Оскарович Витт (15 июня 1889, Рига, Российская империя — 28 мая 1964, Москва, Союз ССР) — советский учёный, член-корреспондент ВАСХНИЛ (1956 год).
До революции фамилия писалась де Витт.

## Биография
Родился в Риге 15 июня 1889 года[по какому календарю?]. Детство провёл в Жаворонках, Звенигородского уезда Московской губернии; его отец Оскар Эдуардович практиковал частным врачом и работал в ряде больниц Москвы, написал и принял участие в выпуске книги «Популярное руководство к лечению болезней на морских и речных судах торгового флота». В 1899 году поступил в 7-ю гимназию Москвы, а по её окончании, в 1906 году, на юридический факультет Московского университета, который окончил в 1910 году. Написал исследование «Екатерина II как криминалистка. Уголовно-правовая доктрина Наказа в ее отношении к западно-европейской теории и к русской действительности Архивная копия от 28 января 2022 на Wayback Machine».
- 1910—1916 гг. — юридическая работа (работал помощником присяжного поверенного и частная адвокатская практика). В 1913 году, отставив все дела, уехал в Англию, где изучал постановку конного дела.
- 1916—1918 гг. — специалист по коневодству Главного управления государственного коннозаводства
- 1918—1925 гг. — занимал должность губернского представителя по коневодству и коннозаводству Московского земельного отдела, эксперт по коневодству Чрезвычайной комиссии по охране племенного животноводства
- 1925—1937 гг. — доцент Московского зоотехнического института (до 1929) и Московской ветеринарной академии: с 1929 по 1937 годы — Московского зоотехнического института коневодства и коннозаводства (МЗИК «Успенское — Большие Вязёмы»); Доктор с.-х. наук (1935), с 1936 года — профессор[1]. В 1926 году был в экспедиции в Туркестане и Башкирии, участвовал в археологических раскопках на Алтае (Пазырыкские курганы) в качестве эксперта ипполога.
- 1926—1929 гг. — старший научный сотрудник 1-го Московского конного завода
- 1930—1937 гг. — заведующий отделом разведения ВНИИ коневодства
- 1937—1964 гг. — заведующий кафедрой коневодства Московской сельскохозяйственной академии им. К. А. Тимирязева (ТСХА), в период Великой Отечественной войны, с 1941 года по 1943 год он вместе с ТСХА находился в эвакуации, в Самарканде; разрабатывал зоотехнические планы для Ташкентского и Джезакского конных заводов.

... на учёбу в Московский зоотехнический институт коневодства (МЗИК). Институт считался молодым, но учёные там были маститые, интеллигенты старой русской закалки, с мировыми именами — корифеи коневодства Владимир Оскарович Витт, Виктор Иванович Калинин, Иван Иванович Лакоза, Петр Федорович и Вадим Петрович Добрынины. Парадоксально, но записывать их лекции было подчас просто невозможно. Только и хотелось слушать, слушать и слушать. Зато помнится почти каждая до сегодняшнего дня. В учёность там не играли, но внушали крепко, что знания, не рождённые опытом и не связанные с производством, бесплодны, никчемны, полны ошибок. И если «театр начинается с вешалки», то МЗИК начинался с отличной лаборатории производственного обучения, каковой являлась учебная конюшня на 60 спортивных лошадей. Имелись там ещё верблюды, мулы и даже один осёл.— «Дело жизни»
Член-корреспондент ВАСХНИЛ с 1956 года.
Один из основоположников советской зоотехнической науки в области коневодства и коннозаводства. Знал 6 иностранных языков. Владимир Оскарович Витт жил с семьёй в селе Успенское (перед смертью). Умер 28 мая 1964 года и был похоронен на Успенском кладбище.
Его внучка, Любовь Сергеевна Кристи — выпускница МГУ, литературный редактор, консультант, переводчик с французского языка, преподаватель французского языка.

## Сочинения
Автор и соавтор 11 книг и брошюр. В том числе:
- Екатерина II как криминалистка. Уголовно-правовая доктрина Наказа в ее отношении к западно-европейской теории и к русской действительности. — СПб.: кн. маг. «Наша жизнь», 1909 (обл. 1910). — 126 с.
- «Разведение по линиям в рысистом коннозаводстве», доклад на Всероссийском совещании по животноводству, 1926
- Государственная племенная книга рысистых лошадей. Т. 1. Заводские жеребцы / РСФСР. Нар. комиссариат земледелия. — М.: Новая деревня, 1927. — 302 с.
- Орловская рысистая порода в историческом развитии ее линий. — М.: Новая деревня, 1927 (тип. Всерос. кооп. издат. союза Книгосоюз). — 9—205, [67] с.
- Коневодство / П. Н. Кулешов. — Изд. 8-е, просмотр. и доп. автором в сотрудничестве с В. О. Витт. — М.;Л.: Сельхозгиз, 1931. — 336 с.
- Морфологические показатели конституционных типов и система классификации конских пород / Проф. В. О .Витт ; Всес. науч.-иссл. ин-т коневодства. — М.;Л.: Гос. изд-во колхоз. и совхоз. лит-ры, 1934. — 67 с.: ил.
- Конские породы Средней Азии: [Сборник статей] / Под общ. ред. проф. В. О. Витт; Всес. науч.-иссл. ин-т коневодства. — Москва: Изд-во Всес. акад. с.-х. наук им. В. И. Ленина, 1937
- Коневодство в Узбекистане / Проф. В. О. Витт, В. А. Щекин ; Под ред. И. С. Попова ; Моск. ордена Ленина с.-х. акад. им. К. А. Тимирязева. — Ташкент: Госиздат УзССР, 1943. — 88 с.
- Из истории русского коннозаводства. Создание новых пород лошадей на рубеже XVIII—XIX столетий. — М.: Сельхозгиз, 1952. — 360 с., 25 л. ил.
- Практика и теория чистокровного коннозаводства / В. О. Витт, чл.-кор. Всесоюз. акад. с.-х. наук им. В. И. Ленина проф.; Центр. Моск. ипподром М-ва сельского хозяйства СССР. — М., 1957. — 272 с.
- Коневодство и конеиспользование: [для зоотехн. фак. с.-х. вузов] / соавт.: О. А. Желиговский и др. — М.: Колос, 1964. — 383 с. — (Учебники и учебные пособия для высших сельскохозяйственных учебных заведений).
- История коннозаводства / В. О. Витт. — М.: Центрполиграф, 2003. — 1039 с.: ил., табл. — ISBN 5-9524-0291-7.

## Награды
- два ордена Трудового Красного Знамени (1954; 14.07.1959)
- орден «Знак Почёта» (1945)
- медали

## Увековечивание памяти
Памятник в селе Жаворонки Одинцовского района Московской области (скульптор Геннадий Дмитриевич Александров, открыт в 2014 году).